# Bernard De Coster
Pour les articles homonymes, voir De Coster.
Bernard De Coster est un acteur et metteur en scène belge né à Bruxelles le 30 novembre 1954 et mort le 7 mars 1991 .
Après des études de scénographie à La Cambre avec Serge Creuz, et d'art dramatique au Conservatoire royal de Bruxelles avec Claude Étienne, il devient régisseur et assistant d'Albert-André Lheureux au Théâtre de l'Esprit Frappeur.
Dès 1976, la carrière du metteur en scène l'emporte sur celle de l'acteur. Il reçoit l'Ève du Théâtre en 1982 pour son Cyrano de Bergerac au Théâtre national de Belgique.

## Théâtre

### Acteur
- 1972 : La Ville dont le prince est un enfant d'Henry de Montherlant, mise en scène de Jean Meyer, Palais des beaux-arts de Bruxelles

### Metteur en scène
- 1976 : Caligula d'Albert Camus, Théâtre Saint-Michel
- 1977 : L'Orestie d'Eschyle, traduction de Paul Claudel, Rideau de Bruxelles
- 1978 : Le Procès d'après Franz Kafka, Rideau de Bruxelles
- 1979 : Ondine de Jean Giraudoux, Rideau de Bruxelles
- 1979 : Vies et Morts de Mademoiselle Shakespeare de Liliane Wouters, Théâtre de l'Esprit Frappeur
- 1979 : La Balade du Grand Macabre de Michel de Ghelderode, Festival de Spa et Théâtre national de Belgique
- 1979 : Turandot de Giacomo Puccini, Théâtre royal de la Monnaie
- 1980 : Le Joueur de Dostoïevski, Rideau de Bruxelles
- 1980 : Ces Messieurs-Dames, d'après Georges Courteline, Théâtre royal des Galeries
- 1980 : Il barbiere di Siviglia de Gioachino Rossini, Théâtre royal de la Monnaie
- 1980 : Voilà l'opéra, livret de Dominique Fernandez, Théâtre royal de la Monnaie
- 1981 : Cyrano de Bergerac d'Edmond Rostand, Théâtre national de Belgique
- 1981 : Le roi se meurt d'Eugène Ionesco, Théâtre royal du Parc
- 1981 : La Muette, ballet de Maurice Béjart, Théâtre royal de la Monnaie
- 1981 : L'Enlèvement au sérail de Wolfgang Amadeus Mozart, Grand Théâtre de Genève
- 1982 : Le Faiseur d'Honoré de Balzac, Théâtre royal du Parc
- 1982 : Aïda vaincue de René Kalisky, Rideau de Bruxelles
- 1982 : Les Troyennes d'Euripide, adaptation de Jean-Paul Sartre, Théâtre national de Belgique
- 1983 : La Folle de Chaillot de Jean Giraudoux, Théâtre royal du Parc
- 1984 : La Tosca de Victorien Sardou, Théâtre royal du Parc
- 1984 : L'École des femmes de Molière, Théâtre national de Belgique
- 1984 : Fantômas d'Ernst Moerman, Rideau de Bruxelles
- 1984 : La Vie parisienne de Jacques Offenbach, Vlaamse Opera
- 1985 : Savannah Bay de Marguerite Duras, Rideau de Bruxelles
- 1985 : Hollywood ! Hollywood ! de Christopher Hampton, Théâtre national de Belgique
- 1985 : Les Ailes de la nuit de Pietro Pizzuti, Théâtre de l'Esprit Frappeur
- 1985 : Sur le fil de Fernando Arrabal, Théâtre royal du Parc
- 1986 : Miel sauvage, d'après Anton Tchekhov, Théâtre national de Belgique
- 1986 : Ma vie est au théâtre (en) de David Mamet, Rideau de Bruxelles
- 1986 : L'Architecte et l'Empereur d'Assyrie de Fernando Arrabal, Théâtre national de Belgique
- 1987 : Leonardo ou le Souci de l'éphémère de Pietro Pizzuti, Rideau de Bruxelles
- 1987 : Class Enemy de Nigel Williams (en), Rideau de Bruxelles
- 1987 : La Guide de voyage de Botho Strauss, Rideau de Bruxelles
- 1988 : César et Cléopâtre de George Bernard Shaw, Théâtre royal du Parc
- 1988 : Phèdre de Jean Racine, Théâtre royal du Parc
- 1989 : Lettre aux acteurs de Valère Novarina, Rideau de Bruxelles (avec Pietro Pizzuti)
- 1989 : Fin de partie de Samuel Beckett, Théâtre national de Belgique
- 1989 : Le Songe d'une nuit d'été d William Shakespeare, Théâtre national de Belgique
- 1989 : La Maman et la Putain de Jean Eustache, Rideau de Bruxelles
- 1990 : Le Lion en hiver de James Goldman, Théâtre royal du Parc
- 1990 : Le Pic du bossu de Sławomir Mrożek, Théâtre royal du Parc
- 1990 : Conversations avec J. L. Borges, d'après Jorge Luis Borges, Rideau de Bruxelles (avec Pietro Pizzuti)